# Feliks Kopera

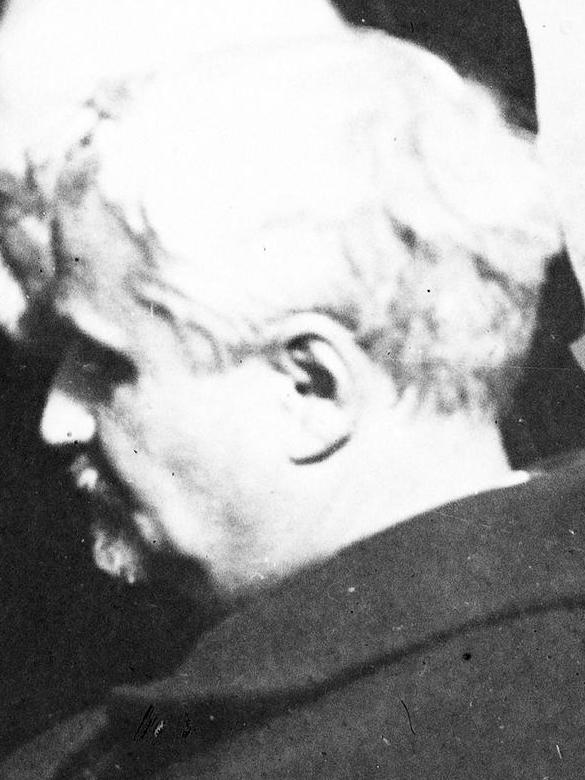
Feliks Kopera (1930)

Feliks Kopera  (* 12. Mai 1871 in Krakau, Österreich-Ungarn; † 27. März 1952 in Krakau, Volksrepublik Polen) war ein polnischer Kunsthistoriker und Direktor des Nationalmuseums in Krakau.

## Leben
Koperas Eltern waren Jan Kopera und Maria (geborene Tokarska). Er besuchte das Gymnasium, studierte seit 1891 polnische, deutsche und französische Sprache, Altphilologie, Philosophie, Geschichte und Kunstgeschichte an der Universität Krakau und wurde dort zum Doktor der Philosophiegeschichte promoviert.
Dank eines Kaiser-Franz-Josef-Stipendiums konnte Kopera 1896/97 an den Universitäten Basel bei Heinrich Wölfflin und 1897 in Berlin bei Carl Frey besuchen. Anschließend arbeitete er am Kunsthistorischen Institut in Florenz unter Heinrich Brockhaus und im Vatikanischen Archiv in Rom. 1898 machte sich Kopera an der Geistlichen Akademie Sankt Petersburg mit der osteuropäischen sakralen Kunst vertraut und suchte nach mittelalterlichen polnischen Codices. Anschließend reiste er nach Moskau, Kiew, auf die Krim und nach Konstantinopel und über Bulgarien, Serbien und Ungarn in seine Heimat zurück.
1900 wurde Kopera Assistent an der Akademia Umiejętności. 1901 wurde er neuer Direktor des Nationalmuseums in Krakau, was er bis 1950 blieb. Er lehrte auch als Honorarprofessor an der Universität Krakau Kunstgeschichte. Kopera war Vizepräsident der Gesellschaft der Freunde der schönen Künste in Krakau.
Er publizierte zahlreiche Werke zur Kunstgeschichte Polens. Er war auch Mitarbeiter beim Allgemeinen Lexikon der bildenden Künste und der Enciclopedia Italiana.